# Duché de Łęczyca
1231–1352
Entités précédentes :
- Duché de Cracovie

Entités suivantes :
- Royaume de Pologne

Le duché de Łęczyca, (en polonais : Księstwo łęczyckie) est un ancien duché de la Pologne médiévale. Łęczyca en était la capitale.

## Histoire
Le duché est créé par Conrad Ier de Mazovie, à partir du duché de Cracovie. En 1264, le duché est lui-même divisé pour former le duché de Sieradz. En 1352, à la mort de Ladislas le Bossu, le duché est incorporé au royaume de Pologne, pour former la Voïvodie de Łęczyca (en).

## Les ducs de Łęczyca
- Conrad Ier de Mazovie (1231-1247)
- Casimir Ier de Cujavie (1247-1267)
- Lech II le Noir (1267-1288)
- Casimir II de Łęczyca (1288-1294)
- Ladislas Ier de Pologne (1294-1299)
- Venceslas II de Bohême (1299-1305)
- Venceslas III de Bohême (1305-1306)
- Ladislas Ier de Pologne (1306-1327)
- Ladislas le Bossu et Boleslas de Dobrzyń (1327-1328)
- Ladislas le Bossu (1327-1352)

## Sources
- (en) Cet article est partiellement ou en totalité issu de l’article de Wikipédia en anglais intitulé « Duchy of Łęczyca » (voir la liste des auteurs).